# چهره پیکاسو
چهرهٔ پیکاسو (ایتالیایی: Faccia di Picasso) یک فیلم کمدی ایتالیایی است که در سال ۲۰۰۰ منتشر شد. از بازیگران آن می‌توان به مارکو جالینی، یولیا مایارکوک، آندره‌آ بالستری، کیارا کنتی، وینچنتسو سالمه و بیانکا گواچرو اشاره کرد.